# Арбітас (Меріленд)
Арбітас (англ. Arbutus) — переписна місцевість (CDP) в США, в окрузі Балтимор штату Меріленд. Населення — 21 655 осіб (2020).

## Географія
Арбітас розташований за координатами 39°14′34″ пн. ш. 76°41′32″ зх. д. / 39.24278° пн. ш. 76.69222° зх. д. (39.242673, -76.692133).  За даними Бюро перепису населення США в 2010 році переписна місцевість мала площу 16,90 км², з яких 16,90 км² — суходіл та 0,01 км² — водойми.

## Демографія
Згідно з переписом 2010 року, у переписній місцевості мешкали 20 483 особи в 8052 домогосподарствах у складі 5119 родин. Густота населення становила 1212 особи/км².  Було 8563 помешкання (507/км²).
Расовий склад населення:
| - 78,0 % — білих - 9,6 % — чорних або афроамериканців - 8,6 % — азіатів - 0,2 % — корінних американців - 0,1 % — вихідців з тихоокеанських островів - 1,1 % — осіб інших рас |

До двох чи більше рас належало 2,3 %. Частка іспаномовних становила 2,9 % від усіх жителів.
За віковим діапазоном населення розподілялося таким чином: 20,7 % — особи молодші 18 років, 67,1 % — особи у віці 18—64 років, 12,2 % — особи у віці 65 років та старші. Медіана віку мешканця становила 36,4 року. На 100 осіб жіночої статі у переписній місцевості припадало 98,2 чоловіків;  на 100 жінок у віці від 18 років та старших — 98,0 чоловіків також старших 18 років.
Середній дохід на одне домашнє господарство  становив 82 803 долари США (медіана — 72 466), а середній дохід на одну сім'ю — 88 598 доларів (медіана — 78 887). Медіана доходів становила 50 439 доларів для чоловіків та 45 841 долар для жінок. За межею бідності перебувало 8,4 % осіб, у тому числі 7,7 % дітей у віці до 18 років та 5,5 % осіб у віці 65 років та старших.
Цивільне працевлаштоване населення становило 11 922 особи. Основні галузі зайнятості: освіта, охорона здоров'я та соціальна допомога — 23,9 %, науковці, спеціалісти, менеджери — 11,5 %, роздрібна торгівля — 11,4 %.